# Crazy 4 U
Singles de Kumi Kōda
Gentle Words
(2003) Love and Honey
(2004)
Crazy 4 U est le 10e single de Kumi Kōda sorti sous le label Rhythm Zone le 15 janvier 2004 au Japon. Il atteint la 12e place du classement de l'Oricon. Il se vend à 11 919 exemplaires la première semaine, et reste classé pendant 6 semaines, pour un total de 28 272 exemplaires vendus.
Crazy 4 U a été utilisé comme musique de générique d'ouverture de l'anime Gilgamesh. Crazy 4 U et Yume with You se trouvent sur l'album Feel My Mind. Crazy 4 U se trouve également sur la compilation Best: First Things et sur l'album remix Koda Kumi Driving Hit's.

## Liste des titres
| 1. | Crazy 4 U                                  | Kumi Kōda, Miki Watanabe                   | Miki Watanabe        | 4:08 |
| 2. | Yume with You (夢 With You)                | Kumi Kōda, Yumi Kawamura, Toshinobu Kubota | Toshinobu Kubota     | 3:48 |
| 3. | Crazy 4 U (Akakage's crazy love remix)     |                                            | Akakage's crazy love | 6:51 |
| 4. | Crazy 4 U (instrumental)                   |                                            | Miki Watanabe        | 4:08 |
| 5. | Yume with You (instrumental) (夢 With You) |                                            | Toshinobu Kubota     | 3:47 |